# Haywardozoon
Haywardozoon is een mosdiertjesgeslacht uit de familie van de Haywardozoidae en de orde Ctenostomatida. De wetenschappelijke naam ervan is in 1983 voor het eerst geldig gepubliceerd door d'Hondt.

## Soorten
- Haywardozoon atlantae d'Hondt & Hayward, 1981
- Haywardozoon inarmatum (Hayward, 1978)
- Haywardozoon pacificum Grischenko, Gordon & Melnik, 2018